# Pusté Lhotsko
Pusté Lhotsko (německy Wüst Lhota) je malá vesnice, část obce Budíkov v okrese Pelhřimov. Nachází se asi 1,5 km na severozápad od Budíkova. V roce 2009 zde bylo evidováno 13 adres. V roce 2001 zde trvale žilo 21 obyvatel.
Pusté Lhotsko leží v katastrálním území Budíkov o výměře 6,64 km2.

## Další fotografie

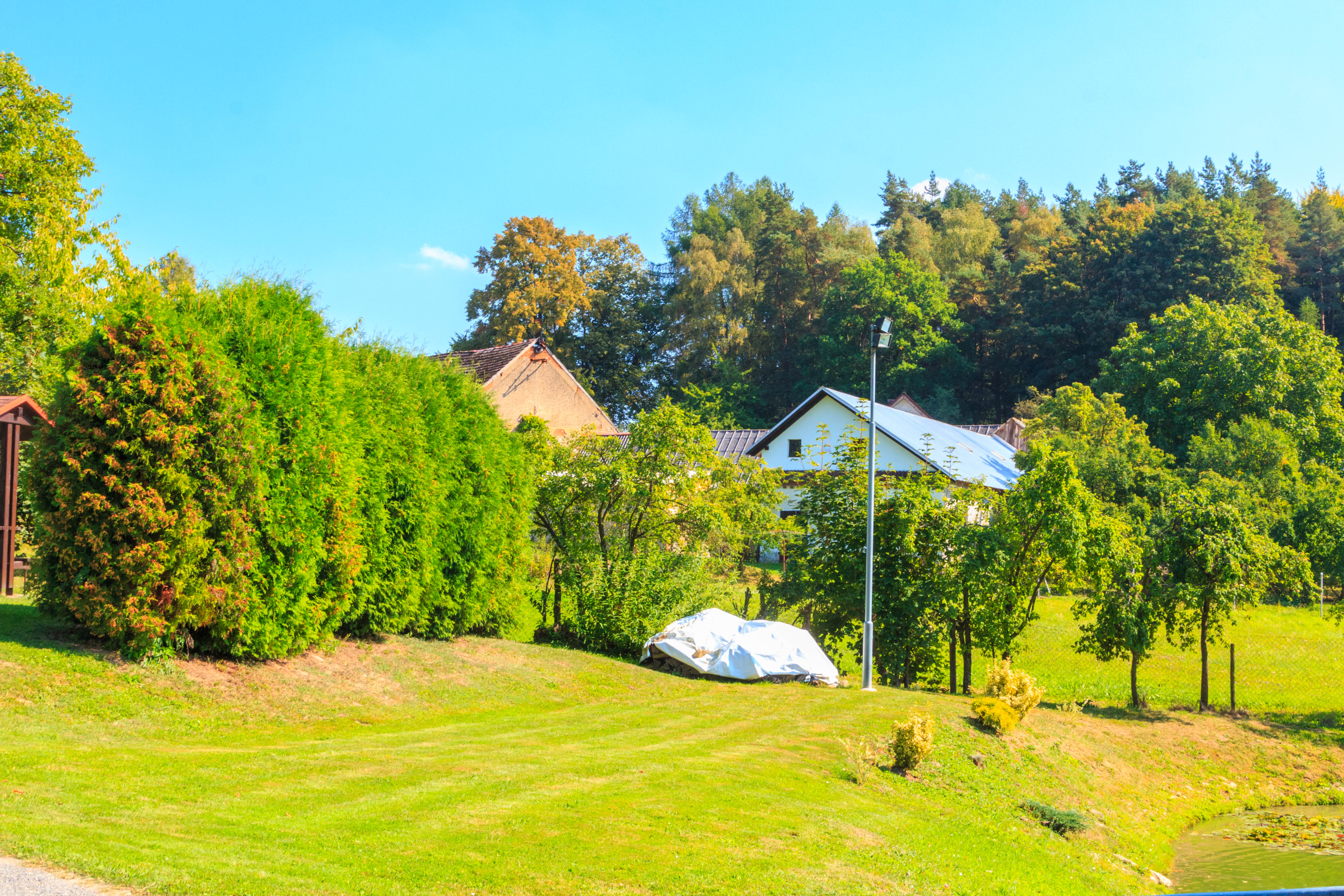
Pusté Lhotsko - čp. 1
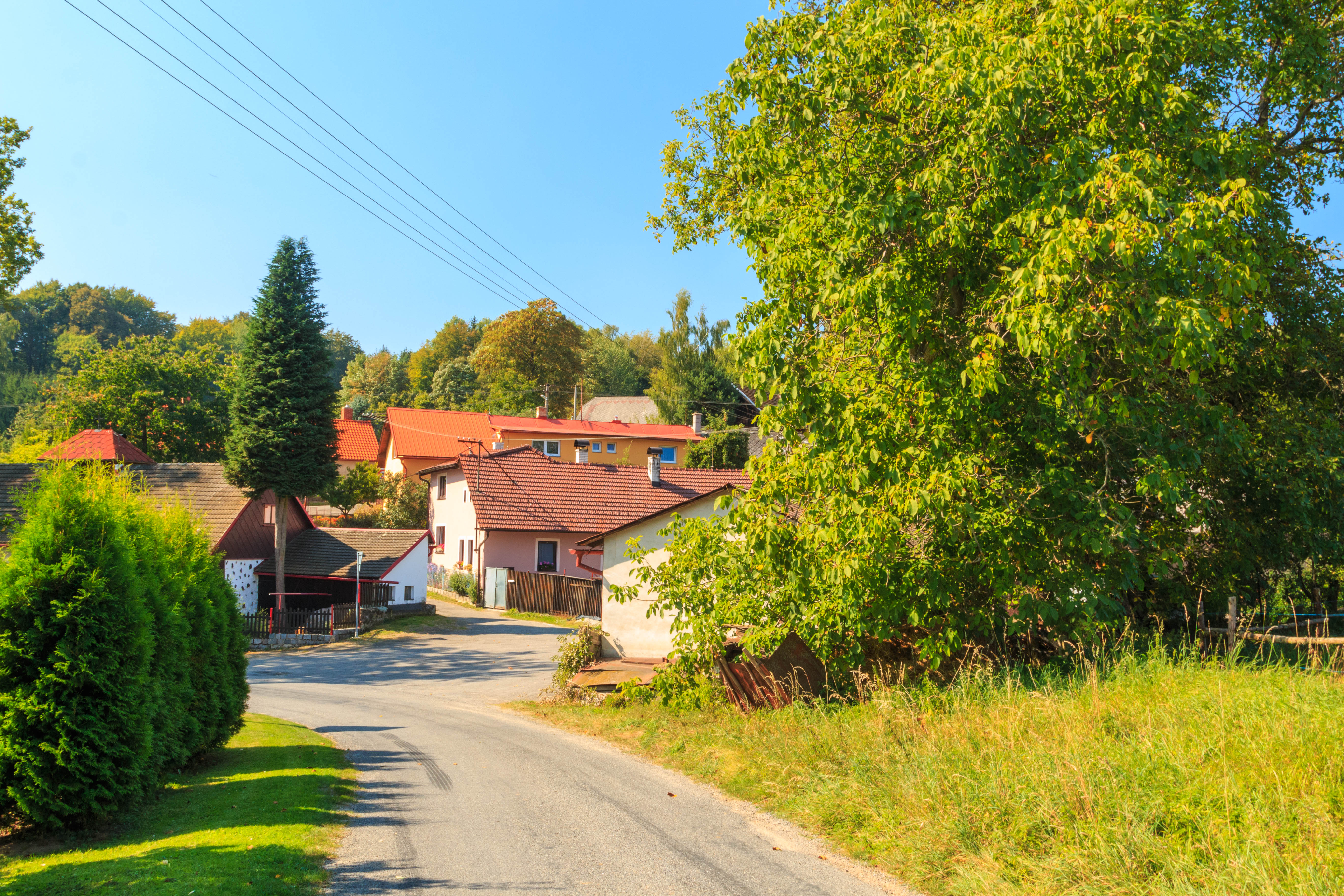
Pusté Lhotsko - čp. 7
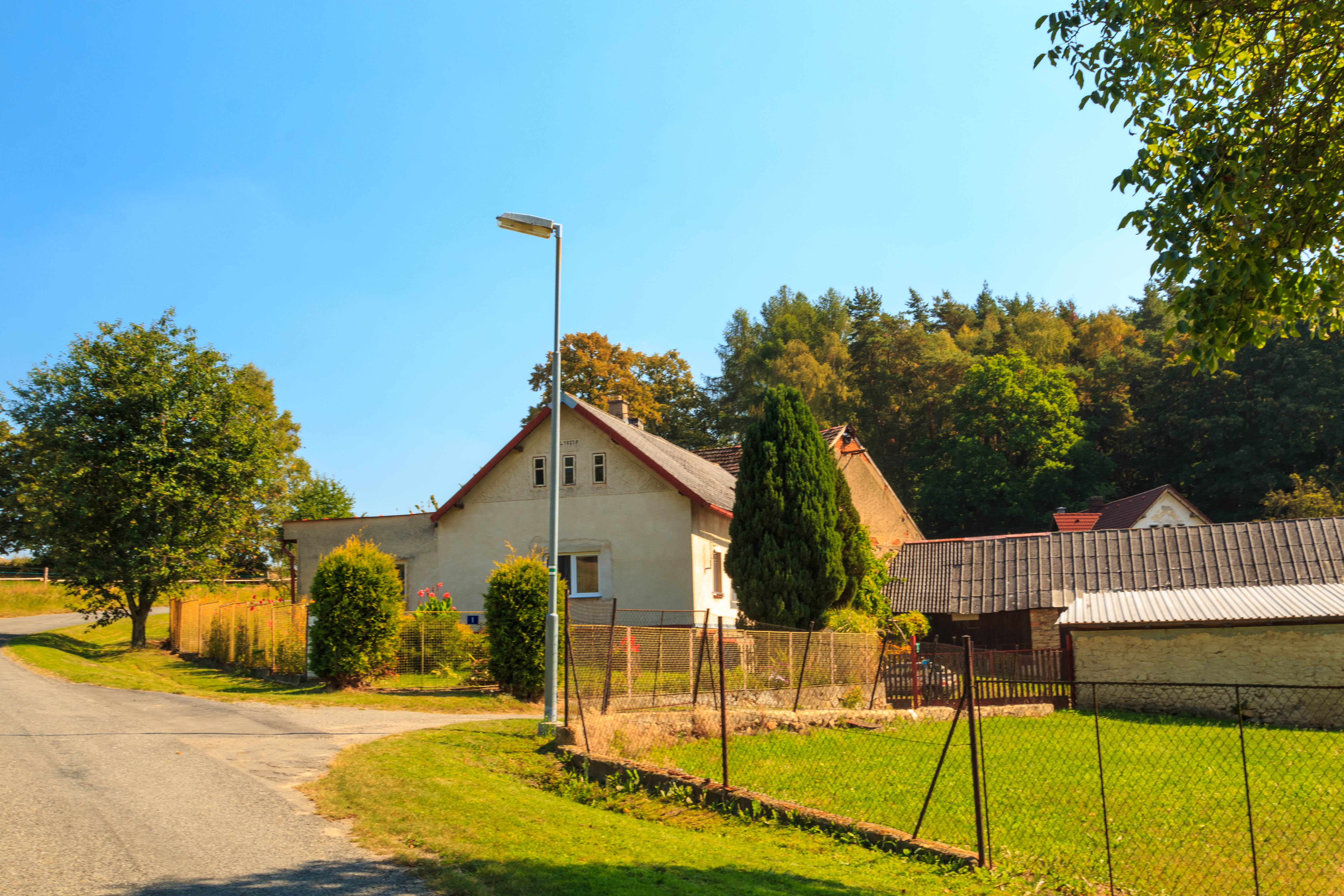
Pusté Lhotsko - čp. 11